# ズィンディ
ズィンディ（Xindi）はアメリカのSFドラマ『スタートレック:エンタープライズ』に登場する架空の異星人種族（正確には複数の知的種族の連合体）。母星はズィンダスで、デルフィック領域内に存在する。

## ズィンディ種族
ズィンディは同じ惑星で知的生命体に進化した5つ（もとは6）の種族から構成されている。身体的特徴はかなり異なるものの、基底の遺伝子を共有している。（DNAレベルでは99.5%以上が同じ）頬骨が突き出ているという特徴は共通している。
彼ら5種族はズィンディ評議会のもとに統治されている。評議会にはそれぞれの種族から代表者2名を出しており、種族全体の意思決定を行っている。

### 水棲型ズィンディ（Xindi-Aquatics）
地球のクジラ目に類似した種族。その名のとおり水中で生息することが特徴であり、水で満たされたタンクの中にいる。慎重な性格で、決定を下すまでに長い時間をかける。
平和的な種族だが強力な軍隊を保有しており、彼らの宇宙船は他種族のものよりも（好戦的な昆虫型や爬虫類型よりも）はるかに大きく、重装備である（もっとも大きいもので、エンタープライズ　NX-01を収容できるほどの格納庫を持っている）。しかし速度は遅く、最大でもワープ2までしか出ない。

### 樹上型ズィンディ（Xindi-Arboreals）
体は長い毛で覆われており、外見は地球のナマケモノに類似した種族。もとは樹上で生活していた種族であり、水が苦手。

### 鳥類型ズインディ（Xindi-Avians）
地球の鳥類に類似していた種族。数百年におよぶ戦争の結果、昆虫型ズィンディと爬虫類型ズィンディによって絶滅させられた。

### 昆虫型ズィンディ（Xindi-Insectoids）
身長は180cmほどで、地球のカマキリ、ハエ、アリ、その他いくつかの昆虫類をかけあわせたような姿をした種族。好戦的な性格。彼らの話す言語には67の方言がある。
平均寿命は10～12年ほどである。無性で、卵を産むことによって繁殖する。産み落とされた卵は天井に吊り下げられ、1週間ほどで孵化する。卵は自己防衛の手段として、いわば「逆刷り込み」の作用を及ぼす化学物質を、近くにきた動物に対し噴射する。この物質を浴びた動物は卵を保護するという強迫観念にとらわれる。

### 霊長類型ズィンディ（Xindi-Primates）
外見が地球人に類似した種族。

### 爬虫類型ズィンディ（Xindi-Reptilians）
地球のトカゲに類似した種族。好戦的な性格。

## ズィンディ危機
ズィンディ危機(Xindi incident or Xindi crisis)
ズィンディ危機と、未知なるデルフィック領域への初の超長距離航海は、シーズン2最終話とシーズン3全編にわたって展開され、一話完結を基本としてきたスタートレック史上初の大長編エピソードとなった（ズィンディ危機と直接関係のない独立したエピソードもいくつかある）。
- 2153年3月のズィンディによる地球攻撃を発端として、2154年2月までの間のズィンディによる地球破壊計画を言う。

ズィンディは守護者と呼ばれる未来人によって提供された未来の情報を元に地球への奇襲攻撃に着手した。これは26世紀に人類によって母星を破壊されるという偽りの情報を守護者からもたらされた結果であった。
そのため、毛長族の科学者とデグラ（人族）のズィンディ評議会メンバーは数年の歳月をかけて惑星を破壊できる兵器開発に取り組んでいた。
地球に対して先制攻撃を加えた兵器は、この開発によって生み出された兵器のプロトタイプであり、ズィンディ偵察機とよばれ、爬虫類族の戦士によって攻撃は実行された。この攻撃により、北アメリカ大陸のフロリダから南アメリカ大陸のベネズエラに至る南北に帯状の破壊を行った。この攻撃により700万の犠牲者が出た。攻撃完了の後このプロトタイプは自爆し、その破片の一部と乗員の遺体が中央アジアでヴァルカン人によって発見され、回収された。
突然の事態に対応するため、宇宙艦隊司令部はベータ宇宙域へのディープ・スペース・ミッションに出ていたエンタープライズ(NX-01)に対して急遽帰還命令を下した。そして、この悲劇の犠牲者の一人にエンタープライズの機関主任であるタッカー中佐の妹のエリザベス・タッカーも含まれていた。
参考資料：第52話 "The Expanse" 「帰還なき旅」・第53話 "The Xindi" 「トレリウムD」・第70話 "Azati Prime" 「爬虫類族の攻撃」・第74話 "The Council" 「評議会の分裂」
- 未来人からの情報

宇宙艦隊本部より、緊急帰還命令が報告されエンタープライズは地球へ向けて全速航行で帰還した。エンタープライズに対して、突然スリバン・カバルの艦隊が奇襲攻撃を行い、スリバン兵士はブリッジからアーチャー船長を拉致し、彼らの主人である未来人に謁見をさせた。アーチャーは地球攻撃はスリバンのシリックが関係していると疑った。
しかし、アーチャーの予想に反して未来人は彼に、時間冷戦の新たな勢力がズィンディという種族に対して「人類が26世紀に彼らの母星を破壊する。」との情報を与えた事がきっかけとなり、ズィンディが地球への攻撃を加えている事実を伝えた。そして、彼らは更に地球を一撃で破壊できる兵器を開発中であることも伝え、ズィンディの居場所を彼に教えた。アーチャーは疑ったが、未来人はズィンディ兵器の残骸を量子測定するように指示し、アーチャーをエンタープライズに帰した。
イントレピッド（宇宙艦隊の宇宙船）に護衛され、エンタープライズは2153年4月24日に地球へ帰還した。アーチャーは宇宙艦隊司令部でスリバンの未来人からもたらされた情報を伝え、ただちにエンタープライズがズィンディを探し出す任務に出ることを訴えた。フォレスト大将とヴァルカン人のソヴァル大使は当初疑ったが、ズィンディ兵器の残骸を量子年代測定にかけた結果、その部品が2573年に生成された部品であることが明らかとなり、未来人が関連している事が証明された。
- デルフィック領域への準備

フォレスト大将はエンタープライズにズィンディを探す任務に出ることを許可したが、この結果を見ても、ソヴァル大使は納得できないままであった。スリバンの未来人からもたらされた情報によると、ズィンディの領域はデルフィック領域にあるとされていた為に、過去のヴァルカンの調査の結果非常に危険な領域であると分かっていたからである。又、ヴァルカンはタイムトラベルを信じていないということも原因であった。
この会議の後に、ソヴァル大使はヴァルカンの調査船ヴァンカーラがデルフィック領域に入って二日後の救難信号の記録をアーチャーに見せた。この記録はデルフィック領域は極めて危険である事を示すものであったが、それでもアーチャーは任務に出る決意を変えなかった。
人類の存亡をかけたこの新たな任務に備え、エンタープライズは大幅にグレードアップされることとなった。エンタープライズがディープ・スペース・ミッションに出ている間に開発された新しい弾頭兵器である「光子魚雷」が搭載されることにもなり、新しい司令センターが増設され、高性能なセンサーとそれを解析するコンピュータが設置された。また、宇宙翻訳機もアップグレードされた。
この危険な任務に際してエンタープライズのクルーは9名が下船した。デノビュラ人のDr.フロックスも任務に志願し、ヴァルカン軍より派遣されているトゥポル副司令官はヴァルカン最高司令部から任務に参加する許可を却下された為に、ヴァルカン軍を除隊してエンタープライズの任務に参加した。
軍事攻撃指令作戦部隊（MACO）より派遣されたＪ・ヘイズ少佐とアーチャー船長は、地球連合宇宙艦隊は宇宙探査を目的としており、軍事活動はメインではない。その為、宇宙探査に軍人は不要だという信念を持っていたが、度重なる危機に直面して考えを大幅に修正するしかなかった。その後、軍事攻撃指令作戦部隊のケイシー将軍に頼み精鋭部隊である軍事攻撃指令作戦部隊（MACO）を乗船させる事にする。この事は艦隊司令部のマクスウェル・フォレスト大将は驚きを見せた。この事から、地球連合宇宙艦隊は地球防衛という軍事的側面での任務の重要性を改めて痛感している。この決定に対してアーチャーとフォレスト大将の会話から、アーチャー船長の任務への決意が表れている。
しかし、この決定に対してエンタープライズの兵器主任であるマルコム・リード大尉は憤慨した。彼の指揮下の保安部士官の能力不足だと判断されたと思ったからだ。
- ズィンディ超兵器の破壊

ズィンディ超兵器の射撃には5種族のうち3種族の起爆コードが必要となる。ドラム司令は昆虫族を仲間に引き入れたため2つの起爆コードを入手したが、三つめの起爆コードを持つ水棲族のコードを解読させるためにエンタープライズの言語学者であるホシ・サトウ少尉を拉致した。協力しようとしないサトウを無理やり協力させるために、大脳新皮質をパラサイトに侵して彼女を操ろうとした。しかし、兵器は起爆コードを入力する際には飛行を停止しなければならない仕組みとなっていたため、アーチャーらと人族、毛長族は水棲族を説得し兵器使用を止めるための時間を稼ぐことができた。しかし、水棲族はなかなか協力に応じようとしないため、アーチャーは彼らの指導者であるアマンソーに約束した。
「例の守護者とやらは、あんたたちの新たな母星の場所を教えたか？ 人間が破壊したというやつだ。…ここか？ この領域か？ 気づいてないなら言うが、ここはあの球体群によって超次元の荒れ地に変えられる。あんたたちは誰も生き残れない。守護者が本当に救世主なら、なぜ球体を無力化しないんだ？ 我々にはそれができる。君らが人間を救うなら、我々もズィンディを救おう。」
このアーチャーの約束に対して水棲族はアーチャーらの同盟に参加することを決定した。そして2154年2月13日に人族、毛長族、水棲族およびエンタープライズの連合艦隊は兵器奪還の為に最後の決戦へと出撃した。
連合艦隊は兵器とそれを護衛する爬虫類族と昆虫族の艦隊に攻撃を加えた。同時にＪ・ヘイズ少佐率いるMACO部隊が兵器内に侵入しサトウ少尉を救出した。しかし、起爆コードはすでに解読されており、球体創造者の妨害を受けたのも影響し、兵器は地球へ向けて発射されてしまった。地球へ向かう途中、昆虫族議員がドラム司令に守護者と球体の関係についてアーチャーの提示した証拠の正しさについて尋ねたとき、ドラムは味方であった昆虫族すらも排除した。
参考資料：第75話 "Countdown" 「地球攻撃10時間前」
- 破壊された超兵器

スピードで兵器に追いつけるのはデグラ艦のみであった。そこで、ジョナサン・アーチャーとマルコム・リード、ホシ・サトウ及びMACO部隊によって構成される突撃部隊がデグラ艦に移乗し、エンタープライズは球体の破壊のために分かれることになった。
地球に到着したズィンディ超兵器と護衛のズィンディ爬虫類族艦は、地球の宇宙ステーションヨセミテ3を破壊した。追いついたデグラ艦は突撃部隊を兵器内に転送するために近づこうとするが爬虫類族艦の妨害を受ける。戦力ではデグラ艦は圧倒的に不利であったが、その時突然アーチャーの旧友シレック・シュランが指揮するアンドリア戦艦クマリが援護に現れた。クマリの援護でデグラ艦は兵器への転送可能域へと近づき突撃部隊を転送することに成功した。
兵器内に侵入し警備の爬虫類族を倒し兵器のリアクター停止に成功した。そしてアーチャーの命令で突撃部隊はデグラ艦へ帰還したが、最後に残ったアーチャーはリアクターに爆薬を仕掛け破壊に成功した。しかし、アーチャーはデグラ艦には戻れなかった。
死んだと思われたアーチャーだが、なぜか過去の地球、それもアメリカ軍とドイツ軍の戦場に流されて生きていた。しかも、そのドイツ軍を率いているのは未来人だった。
説明もないまま未来人が顔をあらわにしたところでシーズン3は終了し、すべての謎とアーチャーの運命はシーズン4へ持ち越しとなった。
参考資料：第76話 "Zero Hour"「最終決戦」
ズィンディ危機以後ズィンディは『スタートレック：ローワーデッキ』、『スタートレック：ディスカバリー』で言及される程度で映像には登場しておらず、未来人に踊らされて地球を敵に回し、内乱まで起こした彼らがその後どうなったのかは一切不明である。